# Muellera sanctae-marthae
El macurutú , papozambo, majomo o sietecueros (Muellera sanctae-marthae o Lonchocarpus sanctae-marthae) es una especie de árbol de la familia de las fabáceas, endémica de la región Caribe de Colombia.

## Descripción
Árbol caduco, alcanza de 12 a 30 metros de altura. Corteza grisácea; ramas torcidas, colgantes. Hojas alternas, compuestas; con 5 a 9 folíolos, membranosos, glabros, ovados u oblongos. Cáliz rojo intenso a lila o morado, velloso, cilíndrico-cupuliforme. Pedúnculo cilíndrico, del color del cáliz. Estandarte rojo intenso, ovado, vellosos y ápice escotado, con una mancha amarilla en el centro; el resto de la corola roja. Alas y carinas con uñas blancas y muy largas. Anteras amarillas. Estípite y ovario verdes, manchados de rojo. Estigma amarillo. El eje de la inflorescencia es lila a morado. Fruto de color verde, con manchas amarillas donde están entre una y cuatro semillas.